# Annemarie Färber

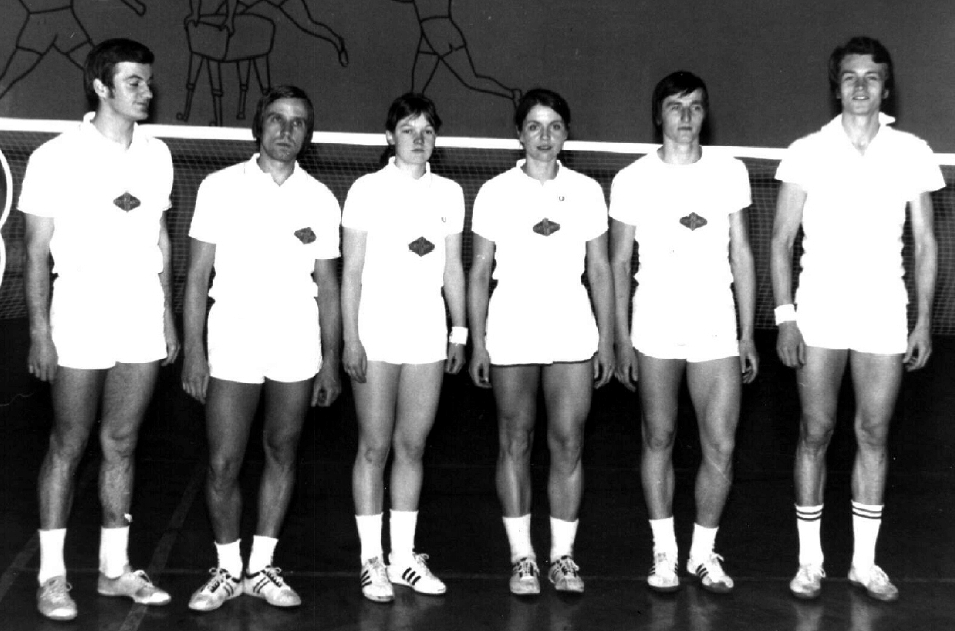
Annemarie Richter im Tröbitzer Team 1973, von links: Klaus-Peter Färber, Harald Richter, Monika Thiere, Annemarie Richter, Roland Riese, Joachim Schimpke

Annemarie Färber (* 30. Oktober 1943 als Annemarie Bendig) ist eine ehemalige deutsche Badmintonspielerin.

## Karriere
Das Spiel mit dem Federball erlernte sie in ihrer Geburtsstadt Kyritz. Für ihren Heimatverein Einheit Kyritz erkämpfte sie auch ihre erste Medaille – die Bronzemedaille bei der DDR-Bestenermittlung der Junioren 1960. Mit dem Beginn der Saison 1961/62 wechselte sie zu Motor IFA Karl-Marx-Stadt, um dort auch gleich den Mannschaftsmeistertitel der Junioren zu gewinnen. Zwei Bronzemedaillen im Dameneinzel und im Damendoppel folgten bei den Junioren-Einzelmeisterschaften desselben Jahres. 1964 gewann sie, nun verheiratet als Annemarie Richter, ihre erste Silbermedaille im Erwachsenenbereich im Mixed mit Joachim Schimpke. Das Team von Karl-Marx-Stadt erkämpfte in dieser Saison in der DDR-Oberliga die Bronzemedaille. 1965 folgten zwei weitere Silbermedaillengewinne im Dameneinzel und mit der Mannschaft sowie ein Bronzemedaillengewinn im Damendoppel. Ein Jahr später fiel die Ausbeute mit zwei dritten Rängen, für Dynamo Freiberg startend, etwas spärlicher aus. 1969 gelang ihr dann der ganz große Wurf: Sie konnte erstmals DDR-Meisterin im Dameneinzel werden, diesmal für die BSG Wismut Karl-Marx-Stadt an den Start gehend. Zwei weitere Titel im Damendoppel folgten 1972 und 1973 (letzterer für Fortschritt Tröbitz). Nach dem beruflich bedingten Wechsel nach Frankfurt (Oder) und dem Bronzemedaillengewinn im Damendoppel 1974 wurde es auf sportlichem Gebiet ruhig um Annemarie Richter. Später heiratete sie ihren ehemaligen Mannschaftskameraden von Fortschritt Tröbitz, Klaus-Peter Färber.
Beide leben noch heute in Frankfurt (Oder).

## Sportliche Erfolge
| Saison    | Veranstaltung                       | Disziplin   | Platz | Name |
| --------- | ----------------------------------- | ----------- | ----- | --- |
| 1959/1960 | DDR-Bestenermittlung AK 16/17       | Dameneinzel | 3     | Annemarie Bendig (Einheit Kyritz) |
| 1961/1962 | DDR-Mannschaftsmeisterschaft Jugend | Mannschaft  | 1     | Motor IFA Karl-Marx-Stadt (Joachim Schimpke, Harald Richter, Annemarie Bendig, Klaus Renner, Elke Lein)                                               |
| 1961/1962 | DDR-Einzelmeisterschaft AK 16/17    | Dameneinzel | 3     | Annemarie Bendig (Motor IFA Karl-Marx-Stadt) |
| 1961/1962 | DDR-Einzelmeisterschaft AK 16/17    | Damendoppel | 3     | Annemarie Bendig / Christina Schmidt (Motor IFA Karl-Marx-Stadt / Plamag Plauen)                                                                      |
| 1963/1964 | DDR-Einzelmeisterschaft             | Mixed       | 2     | Joachim Schimpke / Annemarie Richter (Motor IFA Karl-Marx-Stadt)                                                                                      |
| 1963/1964 | DDR-Mannschaftsmeisterschaft        | Mannschaft  | 3     | Motor IFA Karl-Marx-Stadt (Joachim Schimpke, Jörg Richter, Peter Richter, Harald Richter, Eidam, A. Lein, Elke Lein, Doris Hampel, Annemarie Bendig)  |
| 1964/1965 | DDR-Einzelmeisterschaft             | Mixed       | 2     | Joachim Schimpke / Annemarie Richter (Motor IFA Karl-Marx-Stadt)                                                                                      |
| 1964/1965 | DDR-Einzelmeisterschaft             | Dameneinzel | 2     | Annemarie Richter (Motor IFA Karl-Marx-Stadt) |
| 1964/1965 | DDR-Mannschaftsmeisterschaft        | Mannschaft  | 2     | Motor IFA Karl-Marx-Stadt (Joachim Schimpke, Harald Richter, Jörg Richter, Böhme, Wolf-Dieter Tränkner, Eidam, Annemarie Richter, A. Lein, Elke Lein) |
| 1964/1965 | DDR-Einzelmeisterschaft             | Damendoppel | 3     | Elke Lein / Annemarie Richter (Motor IFA Karl-Marx-Stadt)                                                                                             |
| 1965/1966 | DDR-Einzelmeisterschaft             | Damendoppel | 3     | Elke Lein / Annemarie Richter (Dynamo Freiberg) |
| 1965/1966 | DDR-Einzelmeisterschaft             | Dameneinzel | 3     | Annemarie Richter (Dynamo Freiberg) |
| 1967/1968 | DDR-Einzelmeisterschaft             | Dameneinzel | 3     | Annemarie Richter (Wismut Karl-Marx-Stadt) |
| 1967/1968 | DDR-Einzelmeisterschaft             | Damendoppel | 3     | Annemarie Richter / Ute Reißmann (Wismut Karl-Marx-Stadt)                                                                                             |
| 1968/1969 | DDR-Einzelmeisterschaft             | Dameneinzel | 1     | Annemarie Richter (Wismut Karl Marx Stadt) |
| 1969/1970 | DDR-Einzelmeisterschaft             | Dameneinzel | 3     | Annemarie Richter (Wismut Karl-Marx-Stadt) |
| 1969/1970 | DDR-Einzelmeisterschaft             | Mixed       | 3     | Harald Richter / Annemarie Richter (Wismut Karl-Marx-Stadt)                                                                                           |
| 1970/1971 | DDR-Einzelmeisterschaft             | Mixed       | 2     | Harald Richter / Annemarie Richter (Wismut Karl-Marx-Stadt)                                                                                           |
| 1970/1971 | DDR-Einzelmeisterschaft             | Dameneinzel | 3     | Annemarie Richter (Wismut Karl-Marx-Stadt) |
| 1971/1972 | DDR-Einzelmeisterschaft             | Dameneinzel | 3     | Annemarie Richter (Wismut Karl-Marx-Stadt) |
| 1971/1972 | DDR-Einzelmeisterschaft             | Mixed       | 3     | Harald Richter / Annemarie Richter (Wismut Karl-Marx-Stadt)                                                                                           |
| 1971/1972 | DDR-Einzelmeisterschaft             | Damendoppel | 1     | Annemarie Richter / Christiane Zierath (Wismut Karl Marx Stadt / Einheit Greifswald)                                                                  |
| 1972/1973 | DDR-Einzelmeisterschaft             | Damendoppel | 1     | Monika Thiere / Annemarie Richter (Fortschritt Tröbitz)                                                                                               |
| 1972/1973 | DDR-Einzelmeisterschaft             | Mixed       | 3     | Harald Richter / Annemarie Richter (Fortschritt Tröbitz)                                                                                              |
| 1972/1973 | DDR-Einzelmeisterschaft             | Dameneinzel | 2     | Annemarie Richter (Fortschritt Tröbitz) |
| 1973/1974 | DDR-Mannschaftsmeisterschaft        | Mannschaft  | 2     | Fortschritt Tröbitz (Annemarie Richter, Harald Richter, Monika Thiere, Joachim Schimpke, Klaus-Peter Färber, Roland Riese, Werner Michael)            |
| 1973/1974 | DDR-Einzelmeisterschaft             | Dameneinzel | 3     | Annemarie Richter (Halbleiterwerk Frankfurt) |
| 1973/1974 | DDR-Einzelmeisterschaft             | Mixed       | 3     | Klaus-Peter Färber / Annemarie Richter (Halbleiterwerk Frankfurt)                                                                                     |
| 1973/1974 | DDR-Einzelmeisterschaft             | Damendoppel | 3     | Christine Zierath / Annemarie Richter (Einheit Greifswald / Halbleiterwerk Frankfurt)                                                                 |
| 1987/1988 | DDR-Seniorenmeisterschaft AK II     | Mixed       | 2     | Harald Richter / Annemarie Richter (Wismut Karl-Marx-Stadt)                                                                                           |
| 1988/1989 | DDR-Seniorenmeisterschaft AK II     | Mixed       | 1     | Harald Richter / Annemarie Richter (Wismut Karl-Marx-Stadt)                                                                                           |